# نموذج كانو

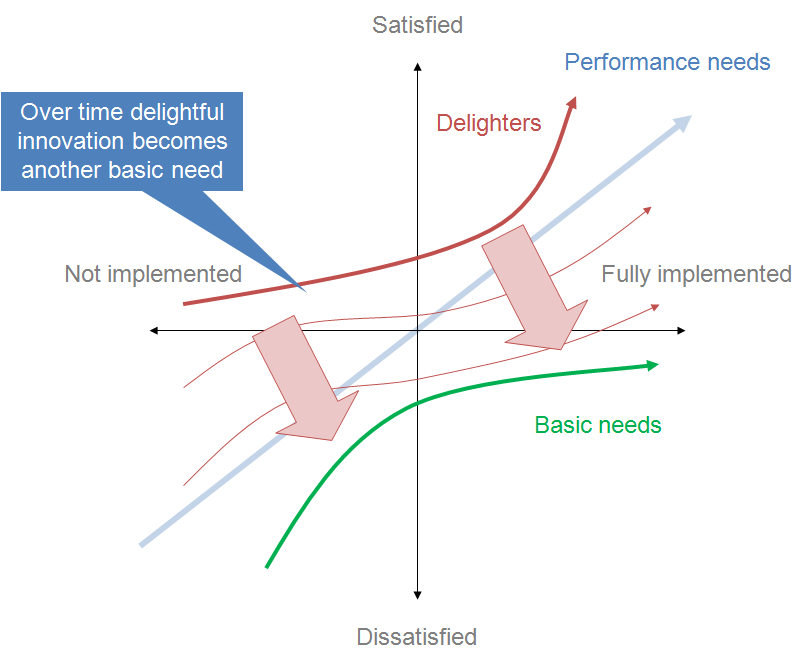
نموذج كانو مبينا التغيير مع الزمن

نموذج كانو (بالإنجليزية: Kano Model) هو عبارة عن نظرية لتطوير المنتجات ورضا العملاء وضعت في عام 1984 من قبل البروفيسور “نورياكي كانو” المحاضر والاستشاري في مجال إدارة الجودة بجامعة طوكيو للعلوم، بتطبيق هذا النموذج على موضوع اهتمامنا في تصميم تجربة المستخدم للويب يمكن أن نقول أن نموذج كانو يفترض أن أي موقع مهما تعددت مميزاته أو امكانياته فإنه يمكن تصنيف تلك المميزات إلى ثلاثة أنواع رئيسية، وهم:
1-عوامل أساسية (Basic Attributes): يجب أن يحتويها الموقع/المنتج.
2-عوامل الأداء (Performance Attributes): وجودها ليس أساسياً لكن إن وجدت ستزيد من فرص نجاح موقعك/منتجك.
3-عوامل الترف واللذة (Delight Attributes): هي عوامل غير متوقع وجودها في الموقع/المنتج وبوجودها يزيد رضا العميل عن الموقع/المنتج، أما في حالة غيابها فهذا لا يؤثر في جودة الموقع/المنتج أو في رضا العميل بأي شكل.
يمثل بمخطط يوضح علاقة العوامل الثلاث بكلاً من متطلبات ورضا المستخدم عن الموقع/المنتج
لكي نفهم هذا المخطط وكيف يمكن أن نستخدمه في تجربة استخدام رائعة عبر مواقعنا يجب أن نفهم أولاً ما تمثله هذه المحاور:
المحور الافقي: يمثل مدى اقتراب أو بعد المستخدم عن تحقيق هدفه. (كلما ذهبنا يميناً اقترب المستخدم من تحقيق هدفه)
المحور الرأسي: درجة الرضى التي وصل إليها المستخدم من تعامله مع الموقع/المنتج (كلما ارتفعنا لأعلى زاد رضا المستخدم)

## العوامل الأساسية
العوامل/الصفات الأساسية تمثل الأمور التي يجب أن توجد في الموقع، إذا لم يجد المستخدم هذه العوامل لن يكون راضياً عن الموقع، وإذا وجدت فهذا أمر طبيعي لا يغير من جودة الموقع، ببساطة هذه العوامل ستجعل موقعك عادياً، يؤدي مهمته كما يقول الكتاب لا أكثر ولا أقل.
أمثلة للعوامل/الصفات الأساسية Basic Attributes:
- قد تكون العوامل/الصفات الاساسية التي يتوقعها المسافر عندما يحجز رحلة في أي شركات طيران جوي هي أن الرحلة التي حجز فيها لا يتم إلغاءها أو تأجيلها أو أن التذكرة التي يشتريها المسافر تضمن له مقعداً في الطائرة.
- قد تكون العوامل/الصفات الاساسية التي يتوقعها المستخدم من تطبيق ويب مثل Gmail أن الموقع يعمل دائماً وفي كل الوقت بنسبة 100% أو عندما يضغط علي زر الإرسال Send يُتوقع أن الرسالة ستصل للمُسَتقِبل خلال ثوان بدون تأخير.
- قد تكون العوامل/الصفات الاساسية التي يتوقعها المستخدم من تطبيق للحاسوب مثل iTunes هي أنه عندما أشترى أغنية أو ملف صوتي من المتجر استطيع أن اشغلها عدد لا نهائي من المرات دون أن ادفع أي كلفة اضافية.

عندما توفر للمستخدم العوامل الاساسية في موقعك لا تتوقع رضا العميل 100%، فعندما يجد المستخدم بالموقع الامور التي يتوقع أن يجدها فانت لم تقدم له شيئاً جديداً فكما نقول “هذا أضعف الايمان”، ولكن إذا تركت أي من العوامل الاساسية التي يجب أن يتمتع بها موقعك فلا يهم مدى الخبرة الرائعة التي تقدمها أو كم الهدايا والبزخ بموقعك، ففي هذه الحالة تجربة الاستخدام بأكملها مكسورة.
من الصعب أن تقول أن موقعك ينافس إذا وفرت فيه العوامل أو الصفات الاساسية التي يتوقعها المستخدم فقط، اما إذا لم توفر تلك العوامل فأنت بالتأكيد قد خرجت من المنافسة مبكراً.

## عوامل الأداء
العوامل/صفات الأداء إذا كانت موجودة فالمستخدم سيكون راضياً، وإذا لم تكن موجودة فالمستخدم لن يكون راضياً عن الموقع حتى وإن كانت العوامل الاساسية موجودة، مثال لتوضيح ذلك، نفترض أن هناك موقع للخدمات المصغرة، الموقع أعلن أن الحوالات التي توصل أرباح البائعين لحساباتهم على paypal لن يكون عليها أي تكاليف للتحويل، إذا قمت بالتسجيل في الموقع كبائع ووجدت أنه يخصم مني تكاليف التحويل هنا لن اكون راضياً، على الرغم من أن هذا العامل أو الصفة ليست أساسية في أداء الموقع نفسه، ولكن الموقع قدم نفسه بهذه الميزة التنافسية عن غيره ولهذا أنا اخترت أن اسجل به كيف إذاً يوعد ويخلف؟! هذا النوع من العوامل هو ما تتنافس فيه المواقع والمنتجات، أن تقدم ميزة تنافسية وتعد المستخدمين بها وتحققها.
أمثلة لتطبيقات عوامل/صفات الأداء Performance Attributes:
- لو حجزت رحلة باحدى شركات الطيران ما هو حجم الحقائب بالكيلوات التي تستطيع أن تصطحبها معك بالرحلة دون أن تدفع كلفة اضافية؟
- في تطبيق ويب مثل الGmail قد تكون المساحة التخزينية إحدى الميزات التي قد تجعلك تنتقل لGmail بدلاً من Yahoo
- في تطبيق للحاسوب مثل iTunes قد تنتقل لإستخدامه إذا استطاع أن يشغل عدد أكبر من امتدادات الملفات الصوتية عن أي برنامج آخر.

المنطق يقول كلما وفرت مساحة تخزين أكبر على تطبيق البريد الالكتروني الذي تقدمه كلما زادت احتمالات وفرص تسجيل عدد أكبر من المستخدمين لديك ولكن هذه الخطوة تطويرية وليست ثورية أنت لم تقدم شيئاً جديداً بعد، ولكن علي اقل تقدير قد تكون كسبت بعضاً من رضا المستخدمين.

## عوامل الجذب/اللذة
عوامل الجذب واللذة (Delight Attributes) تلك العوامل التي تأتي بأشياء ايجابية لم يتوقعها المستخدم أثناء تصفحه للموقع، هنا ذروة سنام تجربة الاستخدام، من خلال هذه العوامل أو الصفات أن تقدم أكثر مما هو متوقع، فأنت تفكر خارج الصندوق.
أمثلة لتطبيقات عوامل/صفات الجذب واللذة Delight Attributes :
- عندما تسافر بالطائرة سيكون من الرائع أن تقدم لك شركة الطيران وجبة مذاقها رائع طبخت علي يد شيف مشهور!
- في تطبيق البريد Gmail قد يكون من الرائع أن يوفر الموقع نظام ذكي لتحديد أولوية الرسائل حسب مراقبة سلوكك ومعرفة الرسائل التي تهتم يفتحها أول بأول وتقدمها لك أولاً عن تلك الرسائل التي تهملها دائماً.
- في برنامج iTunes قد يكون من الرائع أن يوفر البرنامج منصة سحابية لترفع الأغاني والملفات الصوتية التي تسمعهاً دوماً.

على عكس العوامل الاساسية، عوامل الجذب أو اللذة إذا لم تكن موجودة فهي لن تؤثر على رضا العميل أو مدى تحقيق الهدف الذي جاء الموقع من أجله، لإنه ببساطة المستخدم لم يتوقعها من الاساس، ولكن عندما توفرها فأنت تفتح عليك ابواباً من النعيم والحب المتواصل بين المستخدم والموقع، أنت تخبره ببساطة أنك تهتم لأجله، وصدقني المستخدمون سيقدرون هذا جداً!
T-Shirt مجاني من Mailchimp
نشرة ألوان البريدية التي كنا نقدمها سابقاً على معمل ألوان، استخدمت موقع MailChimp في إرسال الرسائل للمشتركين، عندما تخطى عدد المشتركين 2000 مستخدم وجب علي الترقية للخطة الأعلى والبدء بدفع 30$ كل شهر، طبعاً في السابق كنت ارسل الرسائل مجاناً الآن توجب علي أن أتحمل تكلفة وأنتقل لـ “رد الجميل لـ MailChimp” بأن اشترك في خدمته المدفوعة، عندما ارسلت أول رسالة بالاشتراك المدفوع وصلتني رسالة من Mailchimp تخبرني أن هناك T-Shirt مجاني جاهز لارساله على عنواني، هم ينتظرون فقط أن احدد المقاس المناسب، رائع ما هذه الهدية القيمة! أنا لم اكن أتوقع هذا، ولم يخبرني Mailchimp بهذا أثناء الاشتراك. وهنا بدر إلى ذهني عدة أفكار:- 
- لماذا لم يخبرني MailChimp وأنا أدفع تكلفة الاشتراك انني سأحصل علي T-Shirt مجاني، أي موقع أو خدمة لو كانت مكان Mailchimp وتنوي ذلك كانت ستأخذ هذه الهدية كدافع لي كي اشترك ولكن Mailchimp انتظر ولم يحرق المفاجأة فبدلاً من أن يجعل الT-Shirt الهدية “عامل أداء Performance Attribute” بأن يخبرني بأن هدية تنتظرني بعد الاشتراك، فإذا وجدت الهدية لن يشكل فارقاً لانني أعلم بها مسبقاً، بدلاً من ذلك انتظر حتي يجعل ال T-Shirt الهدية “عامل لذة Delight Attribute” ، كي أفاجأ به وبالتالي ينقل لي خبرة رائعة وأنقلها للجميع (ها أنا أخبركم بها الآن).
- لماذا اختار Mailchimp أن يعرض علي هذا ال T-Shirt بعد خطوة الانتقال من المجاني إلى المدفوع! أتوقع أن Mailchimp يريد أن يقول لي “اننا نشعر بما أحسست به من الانتقال لشيء مجاني إلى مدفوع، اننا نرد لك الجميل ونخبرك اننا نهتم لأجلك بدليل أن أول قيمة دفعتها ارسلنا لك بها T-Shirt مجاني “.

## تأثير الوقت على نموذج كانو
المنافسة تشتد يوماً عن يوم وبالتالي المزايا التنافسية لمنتجك التي أطلقتها هذا الشهر لن تكون تنافسية بعد 6 أشهر، منافسيك يراقبونك عن كثب، وبالتالي الجميع سيضع بموقعه/بمنتجه مميزاتك وبالتالي سيتوقعها المستخدم في المواقع/المنتجات الجديدة كشئ افتراضي، ولن تصبح عوامل لذة بعد الآن.
منذ ثلاث أعوام كانت تعريفة دقيقة المكالمة لشركات المحمول في مصر تتجاوز ال 30 قرشاً، كل المستخدمين يعرفون هذا، إلى أن جاءت شركة المحمول الثالثة ووفرت أسعار أقل، الجميع اتجه إليهاً لانها تقدم نفس الخدمة بكلفة أقل، الآن وبعد كل هذه السنوات أصبحت تعريفة دقيقة المكالمة 10 قروش، هل تتوقع أن السعر السابق أصبح ميزة تنافسية للشركة الثالثة؟! بالطبع لا هذا أصبح من الماضي.
مع مرور الوقت المزايا وعوامل اللذة تتحول إلى عوامل أساسية، يتوقعها منك العميل لأن الشركات المنافسة لك وضعتها ضمن الاساس وأنت يجب أن تتبع الركب، وتبدأ البحث عن شيء تنافسي جديد.